# Jaime Nielsen
Jaime Nielsen (Hamilton, 3 settembre 1985) è una ciclista su strada neozelandese.

## Biografia
Dal 2003 al 2007, Nielsen ha gareggiato con la squadra nazionale di canottaggio. È diventata campionessa mondiale ai Campionati del Mondo Under 23 di canottaggio a Poznań, in Polonia, nel 2004 con il quattro di coppia femminile Under 23 insieme a Bess Halley, Darnelle Timbs e Fiona Paterson.
Nonostante abbia iniziato a praticare il ciclismo solo nel 2007, ha vinto la medaglia d'argento nella gara di inseguimento a squadre ai Campionati del Mondo di Ciclismo su Pista UCI nel 2009 e la medaglia di bronzo nel 2011.
Alle Olimpiadi, ha gareggiato nell'inseguimento a squadre femminile per la squadra neozelandese, che si è classificata al 5º posto e ha stabilito un record nazionale di 3:18.514. Alle Olimpiadi estive del 2016, ha terminato al 4º posto nell'inseguimento a squadre femminile. Alle Olimpiadi estive del 2020, ha concluso all'ottavo posto nell'inseguimento a squadre femminile.
Nielsen ha vinto i Campionati nazionali a cronometro della Nuova Zelanda nel 2014 ed è arrivata seconda dal 2011 al 2013.